# Аргинская волость
Арги́нская во́лость — административно-территориальная единица в составе Симферопольского уезда Таврической губернии. Образована 8 (20) октября 1802 года как часть Таврической губернии, при реоганизации административного деления уездов, сохранявшегося со времён Крымского ханства, из части территорий бывших Салгирского и Карасубазарского каймаканств.

## География
Самая восточная волость в уезде, восточная граница являлась границей с Феодосийским уездом. На севере и северо-западе граничила с Табулдинской волостью, на западе — с Кадыкойской и Эскиординской, на юго-западе — с Алуштинской волостями. Занимала западную часть современного Белогорского района (от реки Биюк-Карасу) и восточную часть Симферопольского, включая долину Малого и восточную половину долины «большого» Салгиров. На юге в волость входила значительная часть юго-восточного берега от Сотеры до Ускута, таким образом волость простиралась от степного Крыма до южного берега, включая все три гряды Крымских гор Реки на территории уезда делились на две группы: текущие на север притоки Салгира — Малый Салгир, Зуя, Бурульча, Бештерек, и малые речки, стекающие с гор на юго-восточный берег — Восточный Улу-Узень, Орта-Узень, Алачук и Ускут.

## Население
На 1805 год население составило 6060 человек, при этом только в деревне Зуя проживали немусульмане в количестве 550 человек, также 60 цыган, остальные — крымские татары. Ещё в 1804 году была основана немецкая колония Нейзац, но данные о населении имеются за 1811 год: 167 человек; в 1805 году основывается Розенталь (Шабан-Оба) (в 1816 году уже 234 колониста-католика) и ещё через год, в 1806, возник Фриденталь (Хан-Токуз). Позже немецкие сёла объединили в колонистский округ, который, после ликвидации округов в 1871 году, преобразовали в Нейзацкую волость. Аргинская же волость в 1860-х годах, после земской реформы Александра II, была преобразована в Зуйскую.

## Состояние волости на 1829 год
После реформы волостного деления 1829 года, согласно «Ведомости о казённых волостях Таврической губернии 1829 г», состав волости претерпел существенные изменения. Поселения, расположенные на юго-восточном берегу, отошли к Алуштинской волости, в веховьях Салгира — к Эскиординской, из состава которой, в свою очередь, был получен Мамак. Также в Аргинскую включили часть деревень, расположенных по реке Бештерек. Таким образом, по новому делению, волость включала следующие населённые пункты:

| - Аргин - Аталык Эли - Ашага Баксан - Ашага Баши - Ашага Тайган - Барабановка - Бараган - Зуя - Казы-Эли | - Кайнаут - Камышлык - Канлык - Кардел Эли - Казанлы - Конрат - Мамбай - Мамбет-Улан - Найман - Орта Баксан | - Такиль - Тама - Тубек Эли - Фундуклы - Чирбанлы - Чуюнчи - Шеих Эли - Эли Сарай - Юкары Баксан - Юхары-Баши |

Из состава Кадыкойской волости были переданы деревни: Ашага Даир, Ашага Кипчак, Даир, Дженатай, Колум, Хан Эли и Чакурчи. Волость просуществовала до земской реформы Александра II 1860-х годов, после которой была, с некоторыми изменениями, преобразована в Зуйскую волость.